# 인천 경서동 녹청자 요지
인천 경서동 녹청자 요지(仁川 景西洞 綠靑瓷 窯址)는 인천광역시 서구 경서동 일대의 언덕에 있는 고려시대 녹청자 가마터이다. 1970년 6월 8일 대한민국의 사적 제211호로 지정되었다.
모두 5곳으로, 10 ~ 11세기에 제작된 것으로 추정된다. 가마는 3 ~ 4˚의 자연경사를 이용하여 기울어져 있고 내부는 칸이 없는 통가마이다. 평면은 아궁이(봉통)와 가마 사이가 약간 좁고 긴 형태이다. 이 가마에서 구워낸 것은 녹청색이 짙은 청자로, 바탕흙(태토, 胎土)에는 불순물이 섞이고 기공(氣孔)이 많다. 유색은 녹갈색과 녹청색인데, 표면이 매끄럽지 못하며, 소문(素文)이 대부분이다.
형태는 대접, 접시, 병류가 많고, 이 가운데 입큰병은 중국 당나라 말기 오대(五代)의 양식을 보인다.
가마터 주위는 얕은 비탈을 이루며 바다로 이어져 있다. 현재는 발굴조사시 드러난 가마의 일부분에 보호각을 지어 보존하고 있으나, 나머지는 골프장에 편입되어 있다.

## 개요
인천 검암동 일대에서 10∼11세기에 걸쳐 청자를 만들었던 5∼6기의 고려 가마터이다.
가마터 주위 지세는 얕은 비탈을 이루며 바다로 이어져 있다. 현재는 발굴조사시 드러난 가마의 남은 부분에 보호각을 지어 보존하고 있지만, 나머지 일대는 골프장으로 변해있다. 발굴 당시 가마 1기를 조사하여 많은 녹청자조각과 가마도구들을 발견하였다. 가마는 자연 경사를 이용한 것으로 칸이 없는 통가마이다. 3차례에 걸쳐 다시 고쳤쌓았는데, 경사도 20°도 안팎의 가마바닥에 모래를 깔고 그 위에 경사진 넓적한 자기로 만든 도지미를 깔고 그릇을 구웠음을 알 수 있다.
이 가마에서 구운 것은 녹청색의 짙은 청자로 유약은 녹청색·녹갈색으로 표면이 고르지 못하며, 문양이 없는 것이 대부분이고 드물게 병의 몸통에 주름무늬가 보인다. 토기의 형태는 대접, 접시, 병류가 많다.
이러한 녹청색의 청자가마터는 전라남도 해남군에서 발견된 적이 있다. 지금까지 녹청자는 토기에서 변화 발전한 청자발생 이전의 것으로 보았지만, 이제는 초기 청자의 영향을 받아 지방수요용으로 대량 생산된 것으로 보고 있다. 검암동 가마터의 연대는 9세기 후반에서 10세기 중엽으로 추정하고 있다.
출토유물 중 주목되는 것은 말발굽 모양의 자기로 만든 베개(도지미)와 유사한 것으로, 중국 북방 청자가마터에서 사용된 것이고, 녹청자가 녹갈색이나 암록색을 띠는 것도 중국 북방의 청자와 유사한 것으로 보아 두 지역간의 영향관계도 앞으로 연구해 볼 문제이다.

## 사진

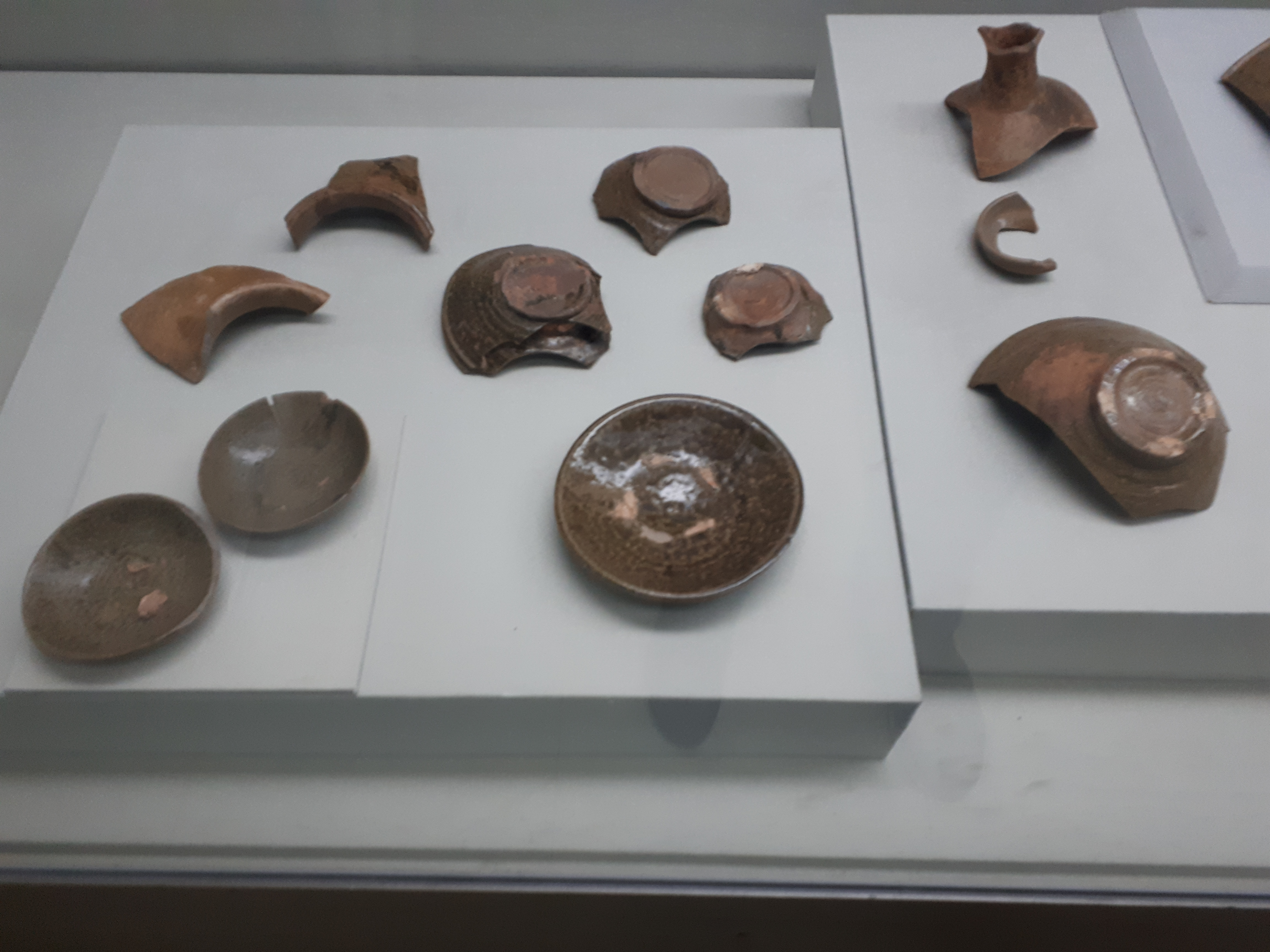
출토 유물 (인천광역시립박물관 소장)
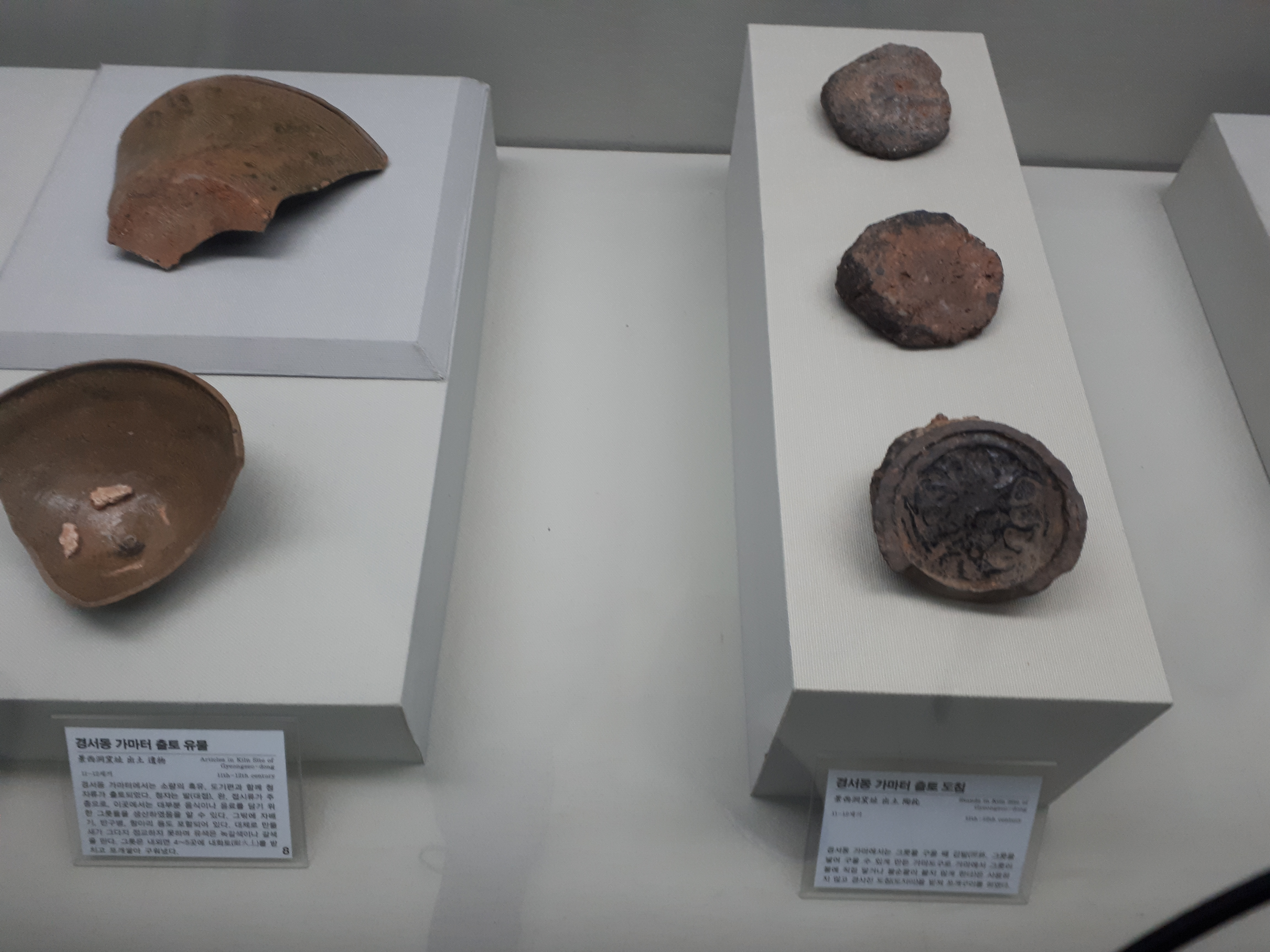
출토 도침 (인천광역시립박물관 소장)

## 같이 보기
- 인천서구녹청자박물관

## 참고자료
- 인천 경서동 녹청자 요지 - 국가유산청 국가유산포털